# HMS Bellona (1942)
HMS Bellona (63) (Корабль Его величества «Беллона») — британский лёгкий крейсер типа «Беллона» (улучшенный «Дидо»). Был заказан по чрезвычайной военной программе 4 сентября 1939 года. Заложен на верфи Fairfield в Глазго 30 ноября 1939 года. Спущен на воду 29 сентября 1942 года, став четырнадцатым британским кораблём, носившим это имя. Вступил в строй 29 октября 1943 года, после задержек, вызванных завершением прокладки электропроводки. Девиз корабля: «Битва — наше призвание» (англ. Battle is our Business).

## История службы
30 сентября 1943 года, крейсер был сдан в эксплуатацию в составе Home Fleet. К 29 октября на крейсере были завершены приемочные испытания. Приемка корабля задерживалась из-за устранения дефектов. В ноябре, после окончания испытаний и приема припасов крейсер перешел в Скапа-Флоу. Но включая декабрь его служба была отложена из-за продолжение устранения недостатков, а также плохой погоды.
Только в январе 1944 года крейсер приступил к действиям в составе 10-й эскадры крейсеров. Он был переведен в Ла-Манш для патрульных и наступательных действий в Бискайском заливе и Канале. Он стал флагманским кораблем в составе Force 26, состоявшем из эсминцев Tartar, Ashanti, канадских эсминцев Haida, Iroquois, Huron и Athabaskan, заменив потопленный в октябре 1943 года крейсер Charybdis. Он продолжал эту службу в течение февраля и марта, обеспечивая защиту конвоев от атак немецких эсминцев и торпедных катеров. 15 апреля состоялся бой против немецких торпедных катеров 9-й и 5-й немецких флотилий, когда крейсер совместно с эсминцами Tartar и Ashanti обеспечивал прикрытие прохождения прибрежного конвоя WP492 на юго-западных подходах. 24 апреля крейсер ушел на ремонт в Плимут, после замены в составе Force 26 крейсером Black Prince.

### Высадка в Нормандии и действия у Франции
В мае крейсер был определён к участию в операции «Нептун» — морской части высадки в Нормандии. 16 мая действуя вместе с эсминцами Tartar, Haida и Huron корабли открыли огонь по британскому крейсеру-заградителю Apollo, осуществлявшему минную постановку к западу от Уэссана (операция Hostile 32). командиры кораблей Force 26 не знали о проведении операции по минированию. После чего, операция по разминированию была прекращена.
26 мая крейсер был отозван с прикрытия очередной минной постановки из-за угрозы атак немецких подводных лодок. 30 мая он совершил переход в Белфаст, чтобы присоединится к кораблям бомбардировочной группы западного оперативного соединения высадки.
3 июня крейсер совершил переход в Солент совместно с американскими линкорами Nevada, Arkansas и Texas. 4 июня корабли находились у юго-западных подходов в связи с 24-часовой отсрочкой высадки. 5 июня крейсер отделился от группы, чтобы присоединится к американскому крейсеру Augusta в Плимуте и вместе с ним отплыл в Солент для перехода в район Западной оперативной соединения.
6 июня, с началом высадки, крейсер находился в составе сил высадки в секторе Омаха для осуществления поддержки стрельбой и выполнения обязанностей по зенитной обороне. с 8 по 15 июня оказывал огневую поддержку в секторе высадки. В этот период крейсер подвергся ночной воздушной атаке и уничтожил один атакующий самолёт огнем 20-мм Эрликонов. 16 июня крейсер закончил участие в операции и убыл в резерв в Плимут.
В июле крейсер вернулся в состав Home Fleet, для участия в операциях у побережья Норвегии. 17 июля крейсер вошел в состав эскорта линкора Duke of York, вместе с крейсерами Kent, Devonshire и Jamaica прикрывающего авиационные атаки авианосцев Formidable, Indefatigable и Furious на немецкий линкор Tirpitz в Kaafjord (операция Mascot). Эти атаки не увенчались успехом. 19 июля корабли вернулись в Скапа-Флоу.
31 июля крейсер возобновил выполнение службы в Канале с кораблями 10-й крейсерской эскадры, базирующейся в Плимуте. Действует с крейсером Diadem, эскортным авианосцем Striker, эсминцами 10-й флотилии и фрегатами 11-й группы поддержки в составе Force 26. Осуществлял патрулирование между Брестом и Ла-Рошелью для перехвата подводных лодок, используемых при эвакуации портов Бискайи (операция Kinetic).
5 августа Беллона вместе с эсминцами Tartar, Ashanti, канадскими эсминцами Haida и Iroquois, в качестве Force 26 вышел для атаки на конвои между островом Бель-Иль и Ла-Рошелью. 6 августа в бою против двух конвоев у Сен-Назера, они потопили тральщики H263, MW6 и сторожевой катер V414. Одно торговое судно было подожжено. После войны выяснилось, что было потоплено судно для ремонта самолётов Richtofen. В течение этого периода корабль так же обеспечивал прикрытие воздушно-спасательной службы на маршруте между Гибралтаром и Великобританией.

### Действия у Норвегии
В сентябре крейсер ушел на ремонт в Клайд, который проходил на коммерческой верфи. 20 октября, после завершения послеремонтных испытаний вернулся в состав эскадры в Скапа-Флоу.
23 октября Беллона сопровождала авианосец Implacable, совместно с эсминцами Venus, Scourge, Savage, Verulam, Caprice, Zambesi, Cassandra и Cambrian для обеспечения авианосной атаки по целям в Соррейсе (Sorreisa) и Бардуфоссе (Bardufoss), в Норвегии (операция Athletic).
12 ноября Беллона, совместно с крейсером Kent, эсминцами Myngs, Verulam, Zambesi и канадским Algonquin в составе Force 2, осуществила атаку на немецкий конвой KS-357 у Листер-фьорда (операция Counterblast). В бою участвовала береговая батарея. Послевоенная оценка включала потерю двух торговых судов Cornosailles и Grief, минных тральщиков M416 и M427.

### Участие в арктических конвоях
С 1 декабря Беллона сопровождала арктический конвой JW-62 совместно с эскортными авианосцами Campania, Nairana, эсминцами Beagle, Bulldog, Caesar, Cambrian, Cassandra, Caprice, Keppel, Obedient, Offa, Onslaught, Oribi, Orwell и Westcott. 7 декабря крейсер отделился от конвой, по прибытии в Кольский залив. 10 декабря присоединился к обратному конвою RA-62 с теми же кораблями. 14 декабря крейсер отделился от конвоя, для участия в ударе по побережью Норвегии вмести с кораблями Home Fleet’а. (операция Counterblast). После этого ушел на ремонт в Розайт.
После ремонта, в январе 1945 года вернулся к службе с Home Fleet. 11 января в составе Force 1 с крейсером Norfolk и эсминцами флота для прикрытия минных мин у острова Утсира (Utsira) (операция Gratis) и удара кораблями в направлении Эгерсунна (Egersund) (операция Spellbinder). Удары крейсера Dido и самолётов с эскортных авианосцев Trumpeter и Premier были очень успешными: несколько судов и их эскорт были потоплены или повреждены. В то же время, атака немецкой подводной лодки U-427 была неудачной.
6 февраля крейсер вышел в качестве эскорта арктического конвоя JW-64 совместно с эскортными авианосцами Campania и Nairana и их сопровождения из фрегатов и эсминцев. 15 февраля Беллона отделилась от JW-64 по прибытии в Кольский залив. В течение нахождения в Кольском заливе крейсер испытал подводные удары по корпусу от взрывов на фрегате Denbigh Castle, которые был выброшен на берег после сильного повреждения от торпедной атаки во время проводки JW-64.
17 февраля Беллона присоединилась к эскорту обратного конвоя RA-64. В ходе его проводки были потеряны шлюп Lark и корвет Bluebell. Этот конвой так же столкнулся с очень суровыми погодными условиями. 27 февраля крейсер отделился и продолжил службу в Скапа-Флоу в составе Home Fleet.
20 марта вошел в состав «Force 1» с эскортными авианосцами Premier, Searcher и Queen в сопровождении эсминцев Onslow, Zest, Serapis, и канадских эсминцев Haida и Iroquois для минных постановок у Аскевольда (Askevold) и нанесения удара по береговым целям (операция Cupola). 22 марта прикрывал проведение воздушных ударов по Норвегии с бортов эскортных авианосцев Nairana, Puncher, Queen и Searcher совместно с крейсером Dido и шестью эсминцами.
18 апреля крейсер вошел в состав конвоя JW-66, эскортных авианосцев Premier, Vindex, крейсера Diadem, эсминцев Offa, Zephyr, Zest, Zodiac, канадских Haida, Huron, Iroquois и норвежского Stord. 25 апреля прибыл в Кольский залив.
29 апреля вышел с обратным конвоем RA-66. 4 мая отделился от конвоя и совершил переход в Розайт.
После окончания войны в Европе, крейсер продолжал службу в составе Home Fleet. В июне он совершил поход в Осло для участия в параде Победы.

### Послевоенная служба
Беллона оставалась в строю после окончания войны. В 1948 году она была передана в аренду Королевскому военно-морскому флоту Новой Зеландии, в составе которого оставалась до 1956 года.
По возвращении в Великобританию корабль был выведен в резерв. В 1957 году она была внесена в списки на утилизацию и продана в 1959 году BISCO для разборки на T H Ward в 1959 году. Она прибыла на буксире в Briton Ferry 5 февраля 1959 года.